# Pseuderanthemum stenosiphon
Pseuderanthemum stenosiphon är en akantusväxtart som beskrevs av Emery Clarence Leonard. Pseuderanthemum stenosiphon ingår i släktet Pseuderanthemum och familjen akantusväxter. Inga underarter finns listade i Catalogue of Life.